# ردپای فسیلی

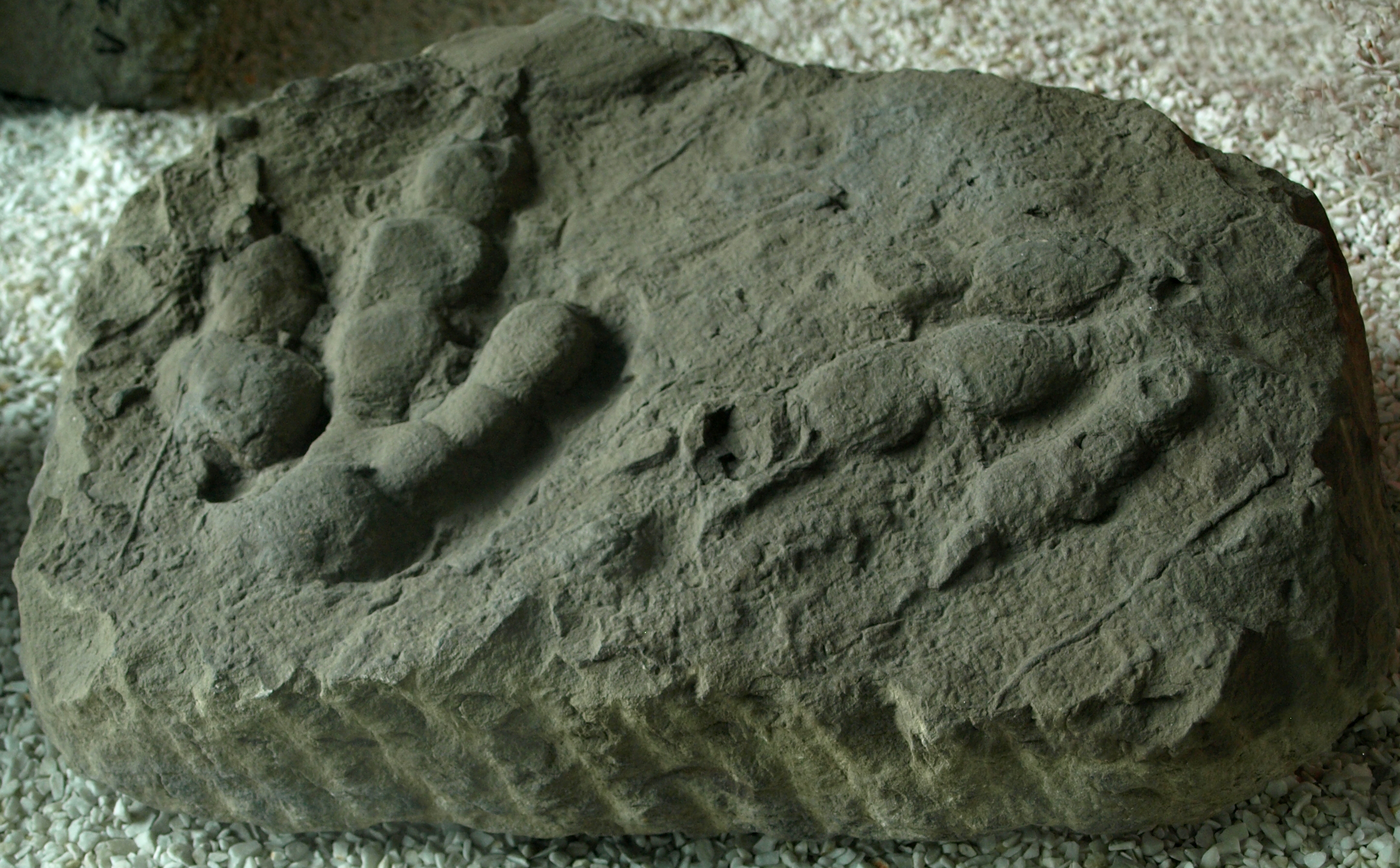
رد معکوسی از اثر Jialingpus yuechiensis، در موزه دیرین‌جانورشناسی چین

ردپای فسیلی یا رد سنگواره‌ای (به انگلیسی: fossil track) که ردسنگ یا سنگ بنک (به انگلیسی: ichnite) (به یونانی ιχνιον (ichnion)- رد، ردپا یا قدم) رد پای فسیل‌شده‌است. این نوعی فسیل شاخص است. ردراهه سنگواره‌ای (به انگلیسی: fossil trackway) دنباله ای از ردهای فسیلی برجای مانده از یک جاندار زنده است. با گذشت سال‌ها، ردهای سنگواره‌ای زیادی در سراسر جهان یافت شده‌است که سرنخ‌های مهمی دربارۀ رفتار (و ساختار پا و گام برداشتن) جانوران ایجادکننده آنها ارائه می‌دهد. برای مثال، چندین رد سنگواره‌ای از یک گونه نزدیک به هم نشان‌دهندهٔ رفتار «گله‌ای» آن گونه است.

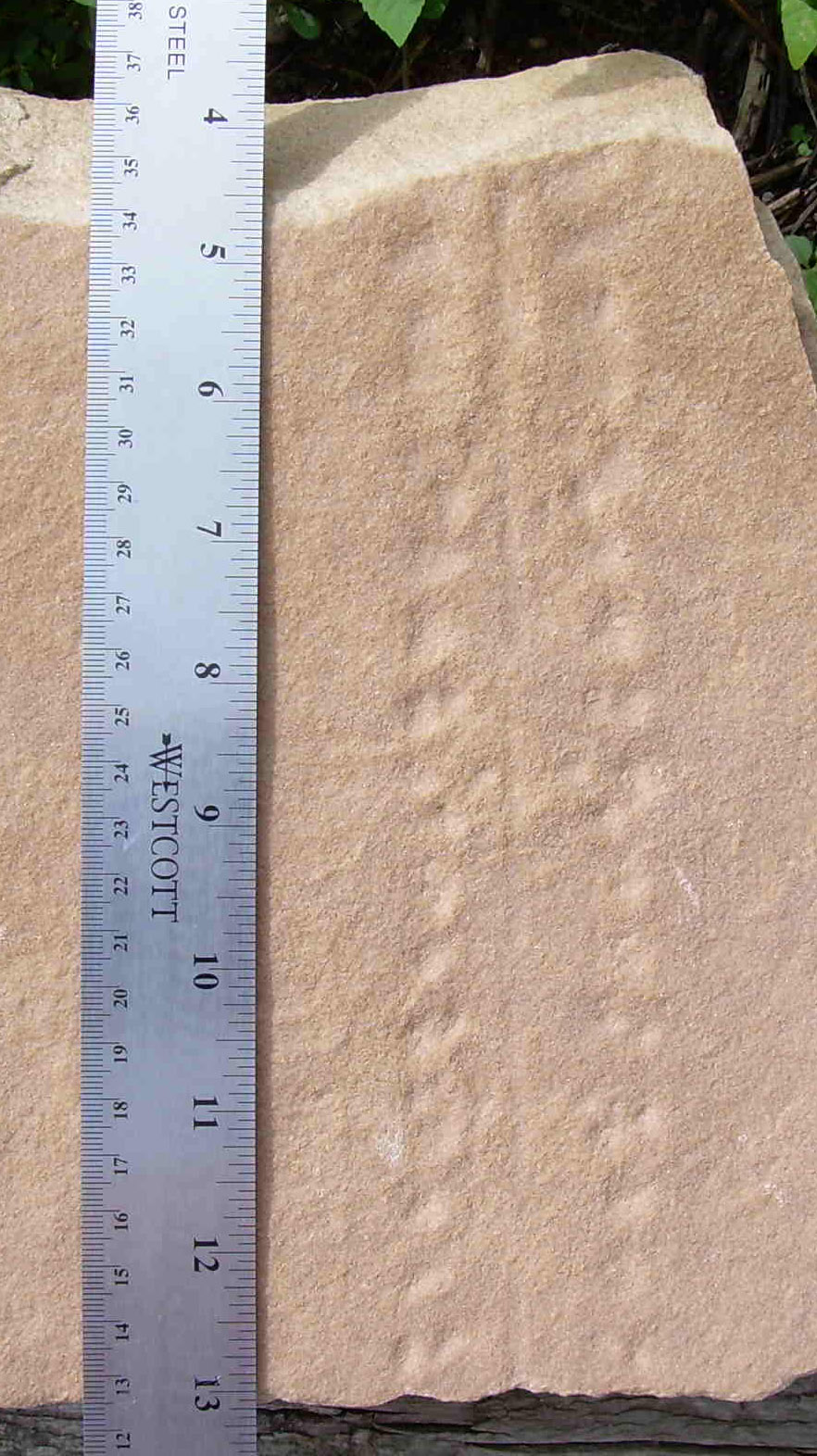
مسیرهای سنگواره‌ای Protichnites در سنگ رسوبی

## ردراهه سنگواره‌ای
بسیاری از ردراهه‌های را دایناسورها، چهاراندامان اولیه، و دیگر چهارپایان و دوپایان روی زمین ایجاد کرده‌اند. جانداران دریایی هم بسیاری از ردهای باستانی (مانند ردهای تریلوبیت‌ها و پهن‌بال‌سانانمانند Hibbertopterus) را ایجاد کرده‌اند.
برخی از انواع اساسی ردراهه‌های سنگواره‌ای:
1. رد پا
2. کشیدن دُم
3. نشانه‌های کشیدن شکم – (به عنوان مثال، چهاراندامان)
4. زنجیره‌ای از پلتفرم‌های رد – (به عنوان مثال: یورگیا)
5. نقش بدن – (مسیر Monuron، حشره)

## نگارخانه

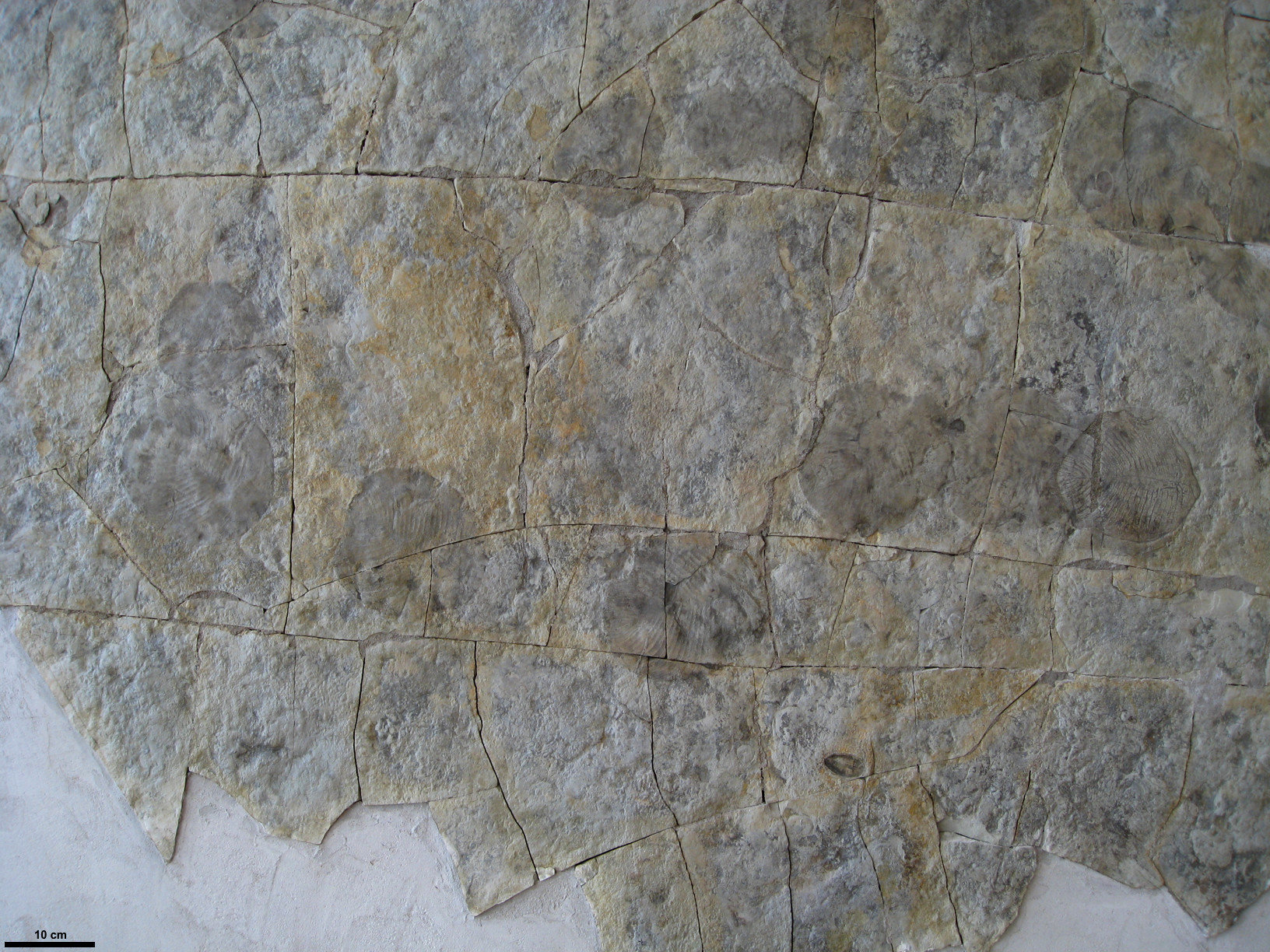
ردراهه‌های ویژه دریایی، یورگیا، از ادیاکاران در شمال روسیه
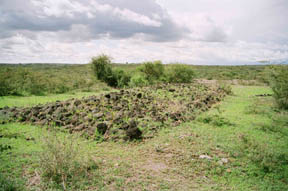
لاتولی سایت، فوریه ۲۰۰۶
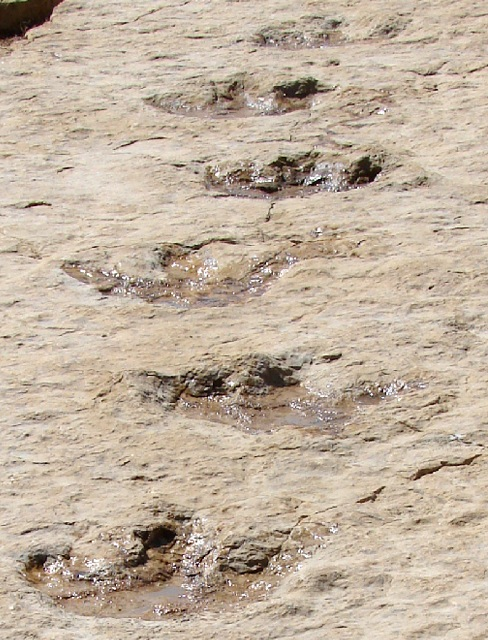
ردراهه دایناسور شبه جزیره عربستان
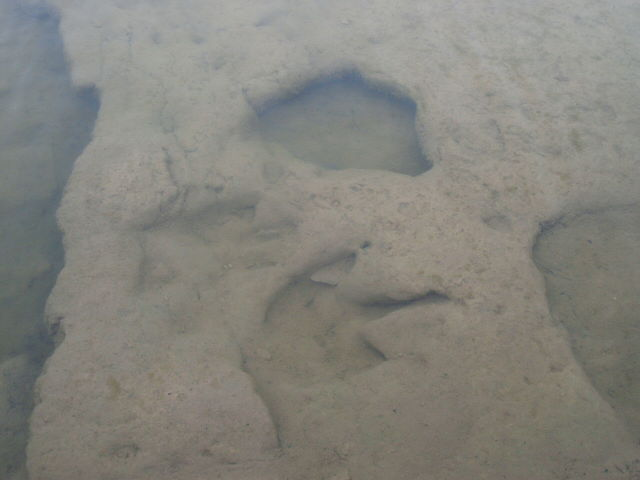
ردراهه‌های ددپا و خزنده‌پا در زیر آب رودخانه پالوکسی قرار دارند